# Pont de Karnali
Le pont de  Karnali est le plus grand pont routier du Népal, construit par les japonais sur la plus grande autoroute du pays, la Mahendra Highway H01 qui parcourt la région du Terraï d'est en ouest et au niveau de la plus longue et large rivière du Népal, la rivière Karnali qui prend fin dans le Gange. 

## Description
Il est le seul pont routier avec une portée de plus de 300 mètres au Népal, l'autoroute H01 au même titre que les autres autoroutes du pays, évite au maximum les grands obstacles comme les nombreuses rivières issues de la fonte des neiges de l'Himalaya et les zones trop montagneuses qui demanderaient des infrastructures beaucoup plus coûteuses. Le réseau ferroviaire très peu développé est une raison supplémentaire de la rareté des grands ponts autres que les passerelles au Népal.